# Siete ancianos y una chica
Siete ancianos y una chica (en ruso: Семь стариков и одна девушка, romanizado: Sem starikov i odna) es una película de comedia soviética de 1968, dirigida por Yevgeny Karelov, protagonizada por Svetlana Savelova, Valentín Smirnitsky, Borís Chirkov y Nikolái Parfyonov en los papeles principales y producida por los estudios cinematográficos Mosfilm.

## Sinopsis
Elena Petrova Velichko (Svetlana Savelova) es una joven y ambiciosa entrenadora física que acaba de graduarse del Instituto de Educación Física. Para su primer trabajo es enviada como entrenadora a un club deportivo. Ella está llena de esperanzas brillantes. Sin embargo, en lugar de un grupo de prometedores y jóvenes deportistas, la asignan un grupo de seis hombres no muy jóvenes y además muy bajos de forma física.
En un vano intento de librarse del grupo que la han asignado, les da unas cargas ridículamente ligeras, otras veces abrumadoras, grita y es grosera verbalmente, intenta por todos los medios que la despidan, pero esto no resulta tan fácil como pudiera parecer, puesto que según la legislación soviética, un joven especialista solo puede ser despedido por una falta muy grave.
Pronto, un séptimo estudiante, se une al grupo de seis «ancianos». Este se siente atraído sentimentalmente por Elena y quiere su afecto. Para conseguirlo intenta de todas las formas posibles ayudar a la chica a realizar su plan: para ello decide romper el grupo desde dentro y desacreditar a la joven y bella entrenadora. Pero, de hecho, todo resulta en vano: por alguna razón todos los ancianos simpatizan sinceramente con su instructora y hacen todo lo posible para que esta tenga éxito, sin dejar a la joven ninguna posibilidad de «deshacerse» de los ancianos.
Al final, los siete se encuentran en una situación extrema (ante sus propios ojos, un grupo de ladrones asaltan y roban a Serguéi Anisov, el coleccionista), después de todo, resulta que las clases de Lenochka no han sido en vano, los «ancianos» no solo se hicieron más fuertes físicamente, sino que también formaron un grupo de amigos perfectamente cohesionado y unido. 

## Reparto
- Svetlana Savelova como Elena Velichko, la nueva entrenadora
- Valentín Smirnitsky como Vladímir Tyupin, estudiante por correspondencia
- Boris Chirkov como Vladimir Nikolaevich Yakovlev, un gran jefe
- Nikolái Parfyonov como Sukhov, jefe de less
- Boris Novikov como Stepan Petrovich Bubnov, fontanero
- Aleksei Smirnov como Maslennikov, cantante de ópera
- Anatoli Adoskin como Anatoli Sidorov, soltero desesperado
- Alexander Beniaminov como Serguéi Sergeevich Anisov, el coleccionista
- Yevgeny Vesnik como director del club deportivo
- Georgy Vitsin como ladrón 1
- Yuri Nikulin como ladrón 2
- Yevgeny Morgunov como ladrón 3
- Anatoli Papanov como asesor jurídico
- Nina Agapova como Kravtsova, la doctora
- Georgi Tusuzov como Murashko, profesor
- Tatiana Bestaeva como Jeanette, la novia francesa de Anatoli Sidorov
- Piotr Savin como jefe de Anisov
- Anatoly Obukhov como Grisha, el matón
- Emma Treyvas como camarera

## Recepción
La imagen positiva y desenfadada de la película gustó mucho al público soviético, aunque no se convirtió en el principal éxito de ese año, porque al mismo tiempo se estrenó una de las mejores comedias soviéticas, El brazo de brillantes (Бриллиантовая рука). Sea como fuere, el éxito de la película le dio a la actriz protagonista Svetlana Savyolova, la esperanza de relanzar su carrera, algo que al final nunca sucedió.